# Lonża (wspinaczka)
Lonża - sprzęt stosowany do autoasekuracji na drogach wspinaczkowych typu via ferrata. 
Składa się z: 
- liny dynamicznej

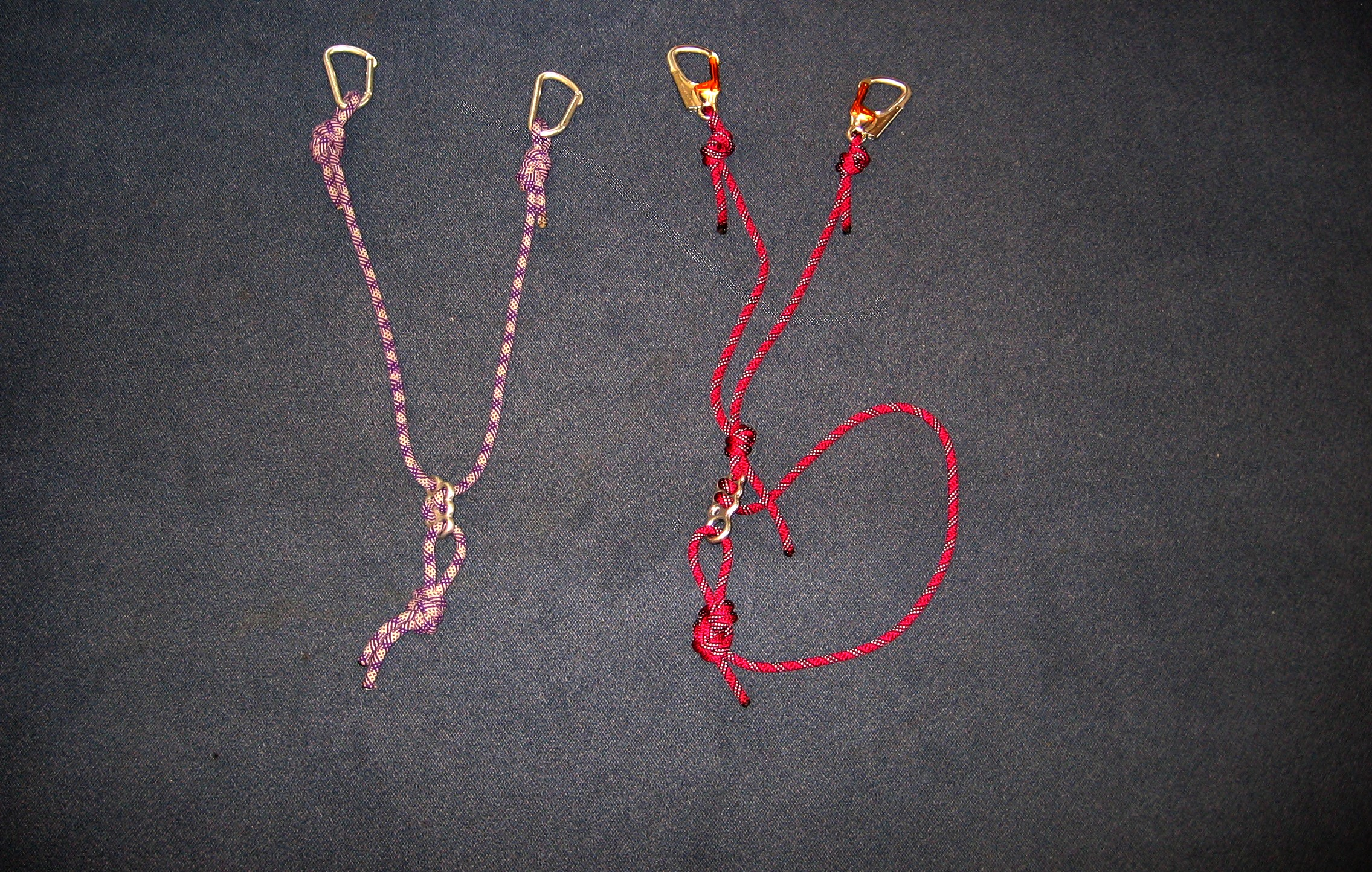
Lonża wiązana; lewa: typ V, prawa: typ Y

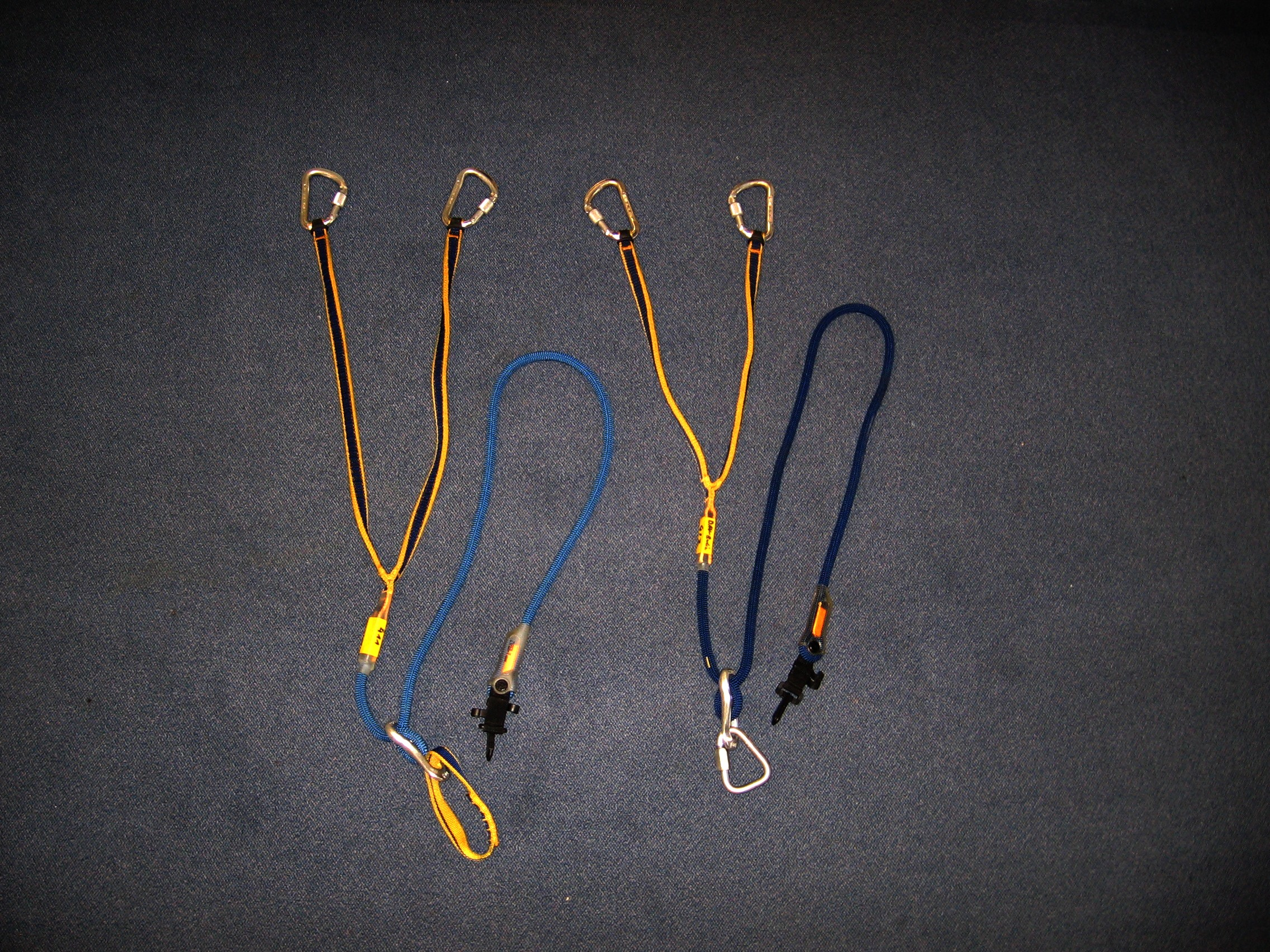
Lonża zszywana; mocowanie do uprzęży: lewy za pomocą pętli, prawy za pomocą karabinka

- karabinków za pomocą których wpina się lonżę do liny asekurującej
- płytki hamującej lub zszywanej pętli - które powodują absorbowanie energii upadku na zestawie asekuracyjnym

## Działanie lonży
Istnieją dwa sposoby łagodzenia upadku przez lonże: metalowa płytka, przez którą przechodzi lina wytwarzając duże tarcie, lub rwący się absorber energii, który poprzez stopniowe zrywanie kolejnych szwów łagodzi upadek. Każdy z tych sposobów ma zalety i wady. W systemie z metalową płytką po odpadnięciu możemy ponownie zamontować linę w absorberze i dokończyć wspinaczkę nadal posiadając asekurację. System z rwącym się absorberem energii po ciężkim odpadnięciu może już nie działać, gdyż zerwane zostaną wszystkie szwy. Rwący się absorber energii ma jednak tę zaletę, iż łatwo zweryfikować, czy dany absorber wyłapał już jakiś lot. Jest to o tyle ważne, że oba systemy są certyfikowane na tylko jedno odpadnięcie, po którego wyłapaniu powinny zostać wymienione. Kolejną zaletą rwącego się absorbera energii jest łatwość jego użycia. Luźna pętla z liny może przeszkadzać niedoświadczonej osobie, zaś jeśli zostanie ona nieprawidłowo zawiązana, lub przypadkowo powstaną na niej jakieś węzły, absorber może nie zadziałać.
W lonżach do via ferraty stosuje się również specjalne karabinki. Posiadają one większy prześwit niż zwykłe karabinki wspinaczkowe, a ich zamek jest zoptymalizowany pod kątem szybkiego odblokowywania i otwierania jedną ręką, gdyż podczas pokonywania ferraty wielokrotnie przepinamy się. Należy pamiętać, aby zawsze jedna końcówka lonży była wpięta w linę asekuracyjną.